# Косая Гора (Пермский край)
Косая Гора — упразднённый посёлок, располагавшийся на территории Кизеловского городского округа Пермского края России.

## География
Урочище находится в восточной части края, в предгорьях Среднего Урала, в таёжной лесорастительной зоне, на левом берегу реки Кытелки, на расстоянии приблизительно 4 километров (по прямой) к северо-западу от города Кизела, административного центра округа.

### Климат
Климат характеризуется как умеренно континентальный, влажный, с холодной продолжительной снежной зимой и сравнительно коротким тёплым летом. Среднегодовая температура воздуха — −0,9 °C. Средняя температура воздуха самого холодного месяца (января) — −17,2 °C (абсолютный минимум — −52 °С), средняя температура самого тёплого (июля) — +15,4 °С (абсолютный максимум — +34 °С). Период с устойчивыми морозами длится около 153 дней. Годовое количество атмосферных осадков составляет 977 мм, из которых большая часть выпадает в тёплый период. Снежный покров держится в течение 170—190 дней.

## История
В «Списке населенных мест Российской империи» 1869 года населённый пункт упомянут как деревня Косогорская (Косой-Горы) Соликамского уезда (2-го стана) Пермской губернии, при речке Кытаске, расположенная в 114,5 верстах от уездного города. В деревне насчитывалось 3 двора и проживало 30 человек (18 мужчин и 12 женщин).
В 1908 году в деревне, относящейся к Мало-Вильвенскому обществу Кизеловской волости Соликамского уезда, имелось 8 дворов и проживал 101 человек (18 мужчин и 24 женщины). В этноконфессиональном составе населения того периода преобладали русские православного вероисповедания.
По данным переписи 1926 года имелось 9 хозяйств и проживало 127 человек (25 мужчин и 21 женщина), русских по национальности. В административном отношении входила в состав Маловильвенского сельсовета Соликамского района Верхне-Камского округа Уральской области.
В 1963 году числился как посёлок Шахтинского сельсовета, проживало 20 человек. Упразднён не позднее 1981 года.